# Shōhei
Shōhei (japanisch 正平) ist eine japanische Ära (Nengō) von Januar 1347 bis August 1370 nach dem gregorianischen Kalender. Der vorhergehende Äraname ist Kōkoku, die nachfolgende Ära heißt Kentoku. Die Ära fällt in die Regierungszeit des Kaisers (Tennō) Go-Murakami.
Der erste Tag der Shōhei-Ära entspricht dem 20. Januar 1347, der letzte Tag war der 15. August 1370. Die Shōhei-Ära dauerte 24 Jahre oder 8609 Tage.

## Ereignisse
- 1348 Schlacht von Shijōnawate
- 1361 Shōhei-Erdbeben
- Das Taiheiki entsteht
- 1368 Chōkei wird Tennō